# Sameena Jehanzeb
Sameena Jehanzeb (* 14. Juli 1981 in Bonn) ist eine deutsch-pakistanische Schriftstellerin, Grafikdesignerin und Illustratorin. Sie ist eine Vertreterin der deutschen Phantastik.

## Leben
Sameena Jehanzeb wuchs in Sankt Augustin auf. Nach dem Abitur 2001 am Albert-Einstein-Gymnasium in Sankt Augustin studierte sie Grafik-/Kommunikationsdesign und wissenschaftliche Illustration/Malerei. 2006 schloss sie das Studium mit einem Diplom ab und bereits ab 2005 arbeitete sie freiberuflich als Grafikdesignerin und Illustratorin für verschiedene Verlage und Unternehmen.
2017 erschien ihr Debütroman BRÏN, ein Genremix aus Fantasy, Thriller und einzelnen Elementen der Science-Fiction, im Butze-Verlag. 2018 folgte mit Winterhof eine düstere Novelle und moderne Adaption des Märchens Die Schneekönigin im Zeilengold-Verlag. Die im Buch enthaltenen Illustrationen stammen von der Autorin selbst.
Sie lebt und arbeitet in Bonn.

## Werke
- BRÏN. Butze-Verlag, Uetersen 2017, ISBN 978-3-940611-57-4.
- Winterhof. Zeilengold-Verlag, Stockach 2018, ISBN 978-3-946955-15-3.
- Was Preema nicht weiß. Selbstverlag, 2020, ISBN 978-3-96698-306-8.

## Preise
- 2020: Selfpublishing-Buchpreis für Was Preema nicht weiß[1]